# وارانوسور
وارانوسور (نام علمی: Varanosaurus) نام یک سرده از تیره ماردندانان است.